# The Chats
Pour les articles homonymes, voir Chat (homonymie).
The Chats est un groupe australien de punk rock, originaire de la Sunshine Coast, dans le Queensland. Ils décrivent leur style musical comme du « shed rock ». La de 2023 du groupe est composée du guitariste Josh Hardy, du batteur Matt Boggis, et du bassiste et chanteur Eamon Sandwith. Connus pour leurs chansons sur la culture australienne, ils sont d'abord devenus viraux pour leur chanson Smoko et son clip en 2017, puis avec Pub Feed en 2019,,,. Ils comptent deux EP, The Chats (2016) et Get this in Ya !!! (2017), et deux albums studio High Risk Behaviour (2020) et Get Fucked (2022).

## Histoire

### Débuts (2016–2017)
Josh Price, Matt Boggis et Eamon Sandwith se sont rencontrés en cours de musique au St. Teresa's Catholic College de Noosaville, dans le Queensland. À 17 ans, en septembre 2016, ils forment The Chats, avec Price à la guitare, Boggis à la batterie et Sandwith à la basse et au chant. L'ancien membre Tremayne McCarthy jouait également de la basse et de la guitare dans la formation originale. Le groupe tire son nom de l'expression that's chat - (argot australien pour décrire quelque chose de repoussant/dégoûtant/mauvais).
Leur premier EP éponyme, enregistré dans un autre lycée local, sort le 7 novembre 2016. Triple J décrit l'EP comme « sept joyeux morceaux qui frappent le ciel et combinent le garage punk des années '60 et le punk new wave des années '70 ».
Leur deuxième EP, Get This in Ya !!, sort le « 31 juillet 2017 », « une autre tranche palpitante de sept chansons de tension punk économique, dépouillée, du style des premiers morceaux de Buzzcocks »,. Il est enregistré à Eleven PM Studios à Nambour, Queensland, par Finn Wegener et Michael Currie le 24 juin 2017. L'ancien membre, Tremayne McCarthy, joue de la basse sur le morceau Smoko et prononce la phrase « Is it Smoko ? ». L'album est ensuite mixé et masterisé par Michael Currie dans ses Polished Turd Studios à Brisbane, en Australie. Le clip de la chanson Smoko, filmé sans budget sur un chantier, est réalisé par Matisse Langbein, qui a également réalisé la pochette de l'EP, et été publié le 3 octobre, devenant rapidement un succès viral et attirant l'attention des musiciens rock populaires Dave Grohl, Josh Homme, Iggy Pop, Alex Turner,. Triple J affirme que la chanson « est un classique instantané d'un hymne à la jeunesse sur le même pied que You Really Got Me, My Generation ou Teenage Kicks ».

### High Risk Behaviour(2018–2020)
Le 3 juillet 2018, The Chats sortent le single Do What I Want, annoncé comme faisant partie de leur prochain album studio. Le groupe signe un accord global avec Universal Music Publishing Australia le 19 mars 2019, et fonde son propre label, Bargain Bin Records. Leur distribution est assurée par Cooking Vinyl Australia. Le 21 mars, The Chats sortent Pub Feed accompagné d'un clip. Tout au long du mois de juillet, le groupe effectue une tournée aux États-Unis. Le 26 juillet 2019, ils sortent le single Identity Theft accompagné d'un clip, qui contient des références au jeu vidéo Guitar Hero. Le groupe se produit aux festivals britanniques des Reading and Leeds Festivals en août la même année. En octobre, The Chats entament une tournée nationale en Australie. Le groupe effectue une tournée en tête d'affiche au Royaume-Uni en décembre 2019. Interrogé sur l'album sans titre High Risk Behaviour lors d'une interview au festival de Reading, Sandwith révèle que les chansons étaient déjà enregistrées : « On va dire que c'est fait... on n'est pas des perfectionnistes... »
Fin décembre 2019, Sandwith poste sur Instagram une chanson critiquant le Premier ministre Scott Morrison pour son apathie et son manque d'attention à l'égard de la crise des feux de brousse de 2019-2020, intitulée I Hope Scott's House Burns Down ; selon Pedestrian.tv, la chanson est utilisée pour aider les efforts de collecte de fonds pour de nombreux groupes de pompiers volontaires. Le groupe sort le single The Clap le 17 janvier 2020 et révèle le nom de son premier album studio, High Risk Behaviour, ainsi qu'une date de sortie fixée au 27 mars. Le 6 mars, quelques semaines avant la sortie de l'album, le groupe sort le single Dine and Dash et le clip vidéo qui l'accompagne.

### Get Fucked(depuis 2020)

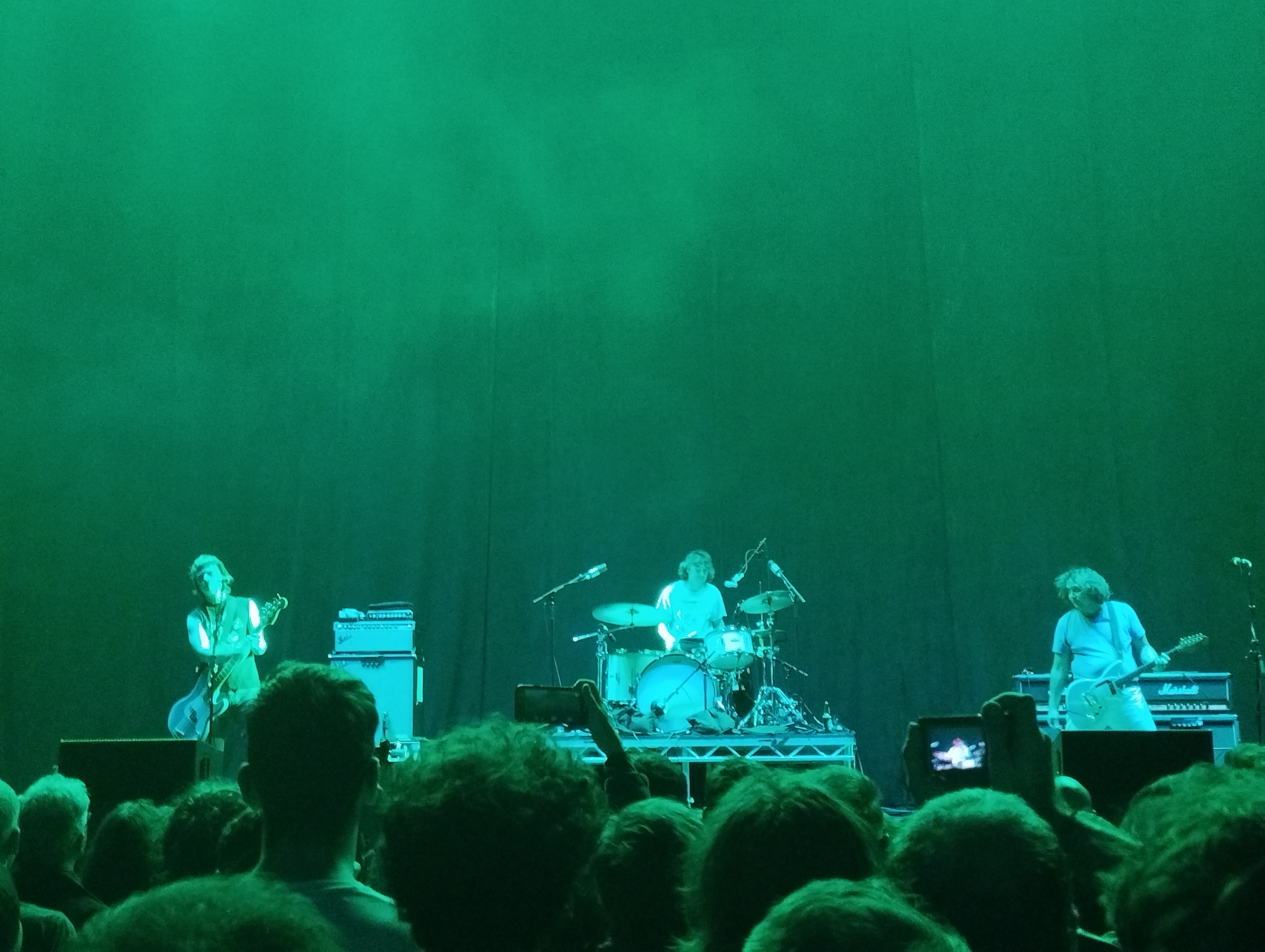
The Chats en concert au Palais omnisports de Paris-Bercy en novembre 2023, en première partie de Queens of the Stone Age.

Le 8 novembre 2020, le groupe sort le single AC/DC CD, un hommage au groupe australien AC/DC. Le guitariste Josh Price n'apparaît pas dans le clip de la chanson, mais Josh Hardy du groupe australien The Unknowns. En décembre 2020, le groupe confirme officiellement le départ de Price et annonce que Hardy le remplace.
Le 10 septembre 2021, le groupe sort une reprise de Holier than Thou de Metallica pour l'album de charité The Metallica Blacklist, suivie en décembre d'une autre reprise, Can You Point Your Fingers (and Do the Twist ?) des Wiggles, dans le cadre de l'album hommage aux Wiggles ReWiggled. Les Wiggles partagent simultanément une reprise de Pub Feed des Chats, qui figurera sur le deuxième disque de l'album.
En mars 2022, le groupe partage le single Struck by Lightning. En mai, le groupe annonce son deuxième album studio Get Fucked, qui sortira le 19 août 2022. L'annonce s'accompagne de la sortie du deuxième single de l'album, 6L GTR.

## Discographie

### Albums studio
- 2022 : High Risk Behaviour
- 2022 : Get Fucked

### EP
- 2016 : The Chats
- 2017 : Get this in Ya !!!

## Distinctions

### AIR Awards
| Année | Travail             | Catégorie                         | Résultat | Réf. |
| ----- | ------------------- | --------------------------------- | -------- | ---- |
| 2021  | High Risk Behaviour | Meilleur album ou EP de punk rock | Lauréat  | ,    |

### APRA Awards
| Année | Travail                                                              | Catégorie                               | Résultat | Réf. |
| ----- | -------------------------------------------------------------------- | --------------------------------------- | -------- | ---- |
| 2023  | Struck by Lightning (Matthew Boggis / Joshua Hardy / Eamon Sandwith) | Meilleur œuvre rock à succès de l'année | Lauréat  | ,    |

### ARIA Music Awards
| Année | Travail             | Catégorie                                             | Résultat   | Réf. |
| ----- | ------------------- | ----------------------------------------------------- | ---------- | ---- |
| 2020  | High Risk Behaviour | ARIA Award du meilleur album hard rock ou heavy metal | Nomination | ,    |
| 2020  | The Clap            | ARIA Award de la meilleure vidéo                      | Nomination | ,    |
| 2022  | Get Fucked          | Meilleur album hard rock ou heavy metal               | Lauréat    | ,    |

### J Awards
| Année | Travail        | Catégorie                     | Résultat   | Réf. |
| ----- | -------------- | ----------------------------- | ---------- | ---- |
| 2019  | Identity Theft | Vidéo australienne de l'année | Nomination | ,    |
| 2019  | The Chats      | Artiste de l'année            | Nomination | ,    |

### National Live Music Awards
| Année | Travail   | Catégorie               | Résultat   | Réf. |
| ----- | --------- | ----------------------- | ---------- | ---- |
| 2019  | The Chats | Meilleur nouveau groupe | Nomination | ,    |

### Rolling StoneAustralia Awards
| Année | Travail   | Catégorie                    | Résultat   | Réf.   |
| ----- | --------- | ---------------------------- | ---------- | ------ |
| 2021  | The Chats | Rolling Stone Reader's Award | Nomination | [ 35 ] |